# Araparícuaro, Tancítaro
Araparícuaro är en ort i Mexiko.   Den ligger i kommunen Tancítaro och delstaten Michoacán de Ocampo, i den södra delen av landet, 300 km väster om huvudstaden Mexico City. Araparícuaro ligger 2 049 meter över havet och antalet invånare är 630.
Terrängen runt Araparícuaro är kuperad åt sydost, men åt nordväst är den bergig. Runt Araparícuaro är det ganska tätbefolkat, med 52 invånare per kvadratkilometer. Närmaste större samhälle är Tancítaro, 8,3 km väster om Araparícuaro. I omgivningarna runt Araparícuaro växer huvudsakligen savannskog.